# QuickTime VR
QuickTime VR (VR sta per virtual reality, realtà virtuale) o QTVR è un formato digitale per immagini ideato da Apple e incluso nelle specifiche QuickTime. Venne introdotto nel 1995 con QuickTime 2 e abbandonato insieme a QuickTime 7 nel 2018, Ormai tecnicamente obsoleto, permetteva la creazione e la visione di panorami e oggetti a 360 gradi, attraverso immagini fotografiche prese da angolazioni differenti.
Fruibile sia attraverso QuickTime Player che come estensione dei browser internet, QuickTime VR funzionava sia su sistemi operativi Windows che Macintosh.
Molti software nacquero per la creazione di contenuti in QuickTime VR e il formato ebbe una ampia ed entusiastica adozione, soprattutto per guide interattive e multimediale per musei, luoghi di interesse architettonico e paesaggistico. Nato nel 1994, Apple ha cessato nel 2009 il supporto e la lettura di QTVR con la versione 10 di Quicktime; la versione 7 è l'ultima a supportarlo ufficialmente.